# Понтања (Бреша)
Понтања је насеље у Италији у округу Бреша, региону Ломбардија.
Према процени из 2011. у насељу је живело 287 становника. Насеље се налази на надморској висини од 1152 м.